# Rhyacophila chungse
Rhyacophila chungse är en nattsländeart som beskrevs av Schmid 1970. Rhyacophila chungse ingår i släktet Rhyacophila och familjen rovnattsländor. Inga underarter finns listade i Catalogue of Life.